# 安楽寺 (那須烏山市)
安楽寺（あんらくじ）は、栃木県那須烏山市にある真言宗智山派の寺院。

## 歴史
807年（大同2年）、徳一によって開山された。
1486年（文明18年）または1595年（文禄4年）、賢海によって中興された。その際に本尊を薬師如来から不動明王に変更した。なお現在の本尊は、元の薬師如来に戻している
江戸時代は、14ヶ寺の末寺を擁し、幕府からも「談林」の寺格を与えられた寺院であった。

## 文化財
- 木造薬師如来坐像（栃木県指定有形文化財 昭和62年8月18日指定）[3]
- 安楽寺山門（四脚門） 附棟札一枚（那須烏山市指定文化財）[4]
- 安楽寺薬師堂 附棟札及び宮殿（那須烏山市指定文化財）[4]
- 木造十二神将立像（那須烏山市指定文化財）[4]
- 木造不動明王立像（那須烏山市指定文化財）[4]

## 交通アクセス
- 大金駅より徒歩13分。